# Бронкс (река)
Бронкс (англ. Bronx River) — река в юго-восточной части штата Нью-Йорк.
Длина реки — 39 км. Река вытекает из водохранилища Кенсико в округе Уэстчестер. Несмотря на сравнительно небольшую протяжённость река протекает через несколько крупных населённых пунктов: Уайт-Плейнс, Эджмонт, Тукахо, Истчестер и Бронксвилл, разделяет города Йонкерс и Маунт-Вернон. Далее река протекает через Бронкс в южном направлении, на её берегах расположены парк Бронкса, Нью-Йоркский ботанический сад и крупнейший городской зоопарк США. Впадает Бронкс в пролив Ист-Ривер.
Всё русло реки расположено в долине Гудзона. Кроме того, Бронкс — единственная пресноводная река на территории Нью-Йорк-Сити (эстуарий Гудзона лишь граничит с городом).
Своё название река получила в честь Йонаса Бронка.